# Чемпіонат світу з футболу 1990 (кваліфікаційний раунд)
У кваліфікаційному раунді чемпіонату світу з футболу 1990 року 116 збірних змагалася за 24 місця у фінальній частині футбольної світової першості. Дві команди, господарі турніру збірна Італії і діючий чемпіон світу збірна Аргентини, кваліфікувалися автоматично, без участі у відбірковому раунді.
Першу відбіркову гру було проведено 17 квітня 1988 року, а завершився кваліфікаційний турнір 19 листопада 1989 року. Загалом у 314 проведених іграх було забито  735 голів (2,34 гола у середньому за гру).

## Учасники
На момент завершення прийняття заявок на відбірковий турнір бажання взяти участь у світовій першості задекларували представники 116 національних футбольних асоціацій, тобто на п'ять менше, ніж рекордна на той час 121 заявка на ЧС-1986.
Три заявки від команд Белізу, Маврикію та Мозамбіку були відхилині ФІФА через фінансову заборгованість відповідних національних асоціацій перед організацією, що скоротило кількість учасників до 113. А оскільки діючі чемпіони і господарі турніру не мали проходити через кваліфікаційний раунд, кількість його учасників фактично зменшилася до 111. Дебютантами відбору на світовий чемпіонат стали команди Габону, Оману і Пакистану.
Ще до початку відбіркових змагань від участі в них відмовилися ще сім команд — збірні Бахрейну, Індії, Лесото, Мальдівських островів, Руанди, Південного Ємену та Того. Збірну Мексики відсторонили від участі у відборі на чемпіонат світу від зони КОНКАКАФ як покарання за включеня завідомо старших гравців до заявки молодіжної збірної на континентальну моложіжну першість 1988 року. Таким чином хоча б одну гру під час відбіркового турніру провели 103 збірні.

## Континентальні зони
- Європа (УЄФА)

32 команди були розподілені між 7 групами, 4 грипи з 5 команд і 3 групи з 4 команд.
Група 1 - Румунія кваліфікувалася.
Група 2 - Швеція і Англія кваліфікувалися.
Група 3 - СРСР і Австрія кваліфікувалися.
Група 4 - Нідерланди і ФРН кваліфікувалися.
Група 5 - Югославія і Шотландія кваліфікувалися.
Група 6 - Іспанія і Ірландія кваліфікувалися.
Група 7 - Бельгія і Чехословаччина кваліфікувалися.
- Південна Америка (КОНМЕБОЛ)

9 команд були розподілені між 3 групами по 3 команди у кожній.
Група 1 - Уругвай кваліфікувався.
Група 2 - Колумбія пройшла до міжконтинентального плей-оф КОНМЕБОЛ — ОФК.
Група 3 - Бразилія кваліфікувалася.
- Північна, Центральна Америка і Кариби (КОНКАКАФ)

Відбірковий турнір проходив у форматі Чемпіоната націй КОНКАКАФ 1989, який складався з кваліфікаційного раунду і відповідно фінальної частини, яка проходила за груповою системою. Команду Мексики не було допущено до змагання як покарання за включеня завідомо старших гравців до заявки молодіжної збірної на континентальну моложіжну першість 1988 року.
Коста Рика і США кваліфікувалися.
- Африка (КАФ)

Змагання проходило у три раунди.
Єгипет і Камерун кваліфікувалися.
- Азія (АФК)

Змагання проходило у два раунди, груповий і раунд плей-оф.
Південна Корея і  ОАЕ кваліфікувалися.
- Океанія (ОФК)

Змагання проходило у два раунди за системою плей-оф.
Ізраїль пройшов до міжконтинентального плей-оф КОНМЕБОЛ — ОФК.

## Міжконтинентальний плей-оф КОНМЕБОЛ — ОФК
Переможець відбіркового турніру зони ОФК і команда, що виграла свою відбіркову групу у відбору у зоні КОНМЕБОЛ з найгіршим результатом, визначали між собою одного учасника фінального турніру світової першості
| Команда 1 | Заг. | Команда 2 | 1-й матч | 2-й матч |
| --------- | ---- | --------- | -------- | -------- |
| Колумбія  | 1–0  | Ізраїль   | 1–0      | 0–0      |

## Учасники

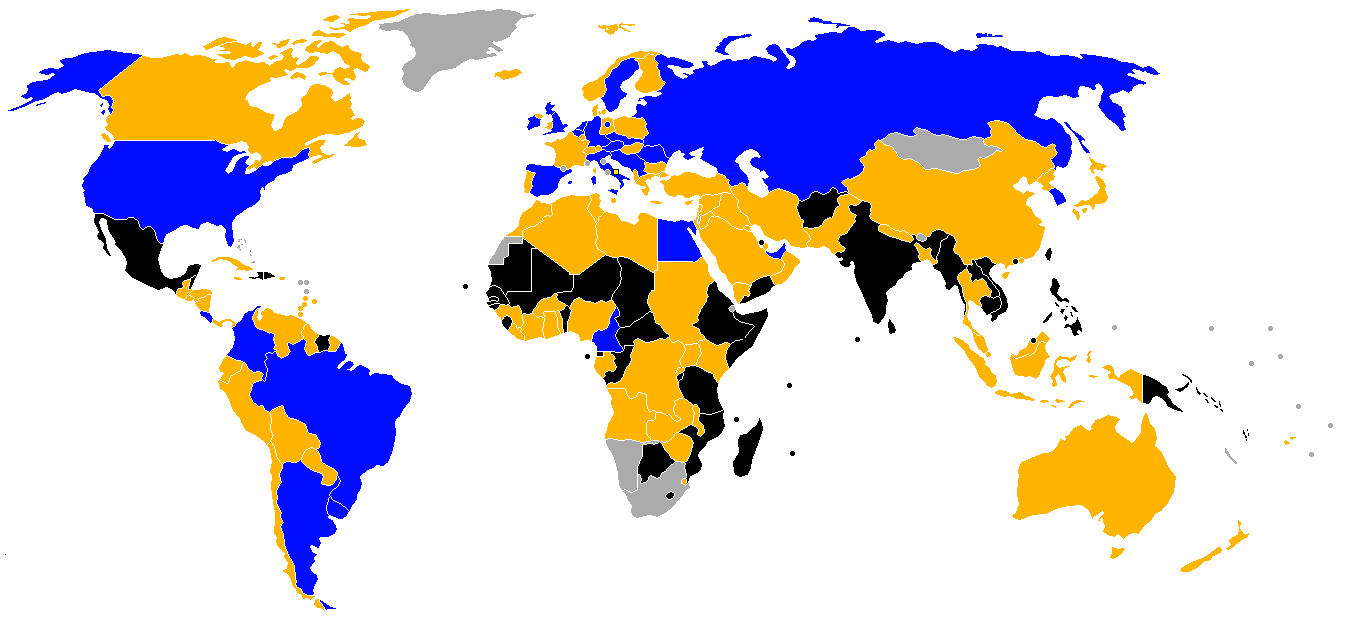
Країни, збірні яких кваліфікувалися на чемпіонат світу
Країни, чиї збірні не кваліфікувалися
Країни, чиї збірні не брали участі у відборі
Країни, що не входили до ФІФА

Наступні 24 команди кваліфікувалися до фінальної частини Чемпіонату світу з футболу 1990:
| Команда        | Метод кваліфікації                | Дата кваліфікації | Участей у чемпіонатах світу | Участей поспіль    | Найкраще досягнення                                |
| -------------- | --------------------------------- | ----------------- | --------------------------- | ------------------ | -------------------------------------------------- |
| Аргентина      | Діючі чемпіони                    | 29 червня 1986    | 10-те                       | 5                  | Переможці (1978, 1986)                             |
| Австрія        | Друге місце Групи 3 УЄФА          | 15 листопада 1989 | 6-те                        | 1 (Востаннє: 1982) | Третє місце (1954)                                 |
| Бельгія        | Переможці Групи 1 УЄФА            | 25 жовтня 1989    | 8-ме                        | 3                  | Четверте місце (1986)                              |
| Бразилія       | Переможець Групи КОНМЕБОЛ         | 10 вересня 1989   | 14th                        | 14                 | Переможці (1958, 1962, 1970)                       |
| Камерун        | Переможці Фінального раунду КАФ   | 19 листопада 1989 | 2-ге                        | 1 (Востаннє: 1982) | Груповий етап (1982)                               |
| Колумбія       | Переможець Плей-оф КОНМЕБОЛ — ОФК | 30 жовтня 1989    | 2-ге                        | 1 (Востаннє: 1962) | Груповий етап (1962)                               |
| Коста-Рика     | Переможець Чемпіонату КОНКАКАФ    | 16 липня 1989     | 1-ше                        | 1                  | –                                                  |
| Чехословаччина | Друге місце Групи 7 УЄФА          | 15 листопада 1989 | 8-ме                        | 1 (Востаннє: 1982) | Друге місце (1934, 1962)                           |
| Єгипет         | Переможці Фінального раунду КАФ   | 17 листопада 1989 | 2-ге                        | 1 (Востаннє: 1934) | Перший раунд (1934)                                |
| Англія         | Друге місце Групи 2 УЄФА          | 15 листопада 1989 | 9th                         | 3                  | Переможці (1966)                                   |
| Італія         | Господарі                         | 19 травня 1984    | 12-те                       | 8                  | Переможці (1934, 1938, 1982)                       |
| Південна Корея | Переможці Фінального раунду АФК   | 25 жовтня 1989    | 3-тє                        | 2                  | Груповий етап (1954, 1986)                         |
| Нідерланди     | Переможці Групи 4 УЄФА            | 15 листопада 1989 | 5-те                        | 1 (Востаннє: 1978) | Друге місце (1974, 1978)                           |
| Ірландія       | УЄФА 2\|Друге місце Групи 6 УЄФА  | 15 листопада 1989 | 1-ше                        | 1                  | –                                                  |
| Румунія        | Переможці Групи 1 УЄФА            | 15 листопада 1989 | 5-те                        | 1 (Востаннє: 1970) | Груповий етап (1930, 1934, 1938, 1970)             |
| Шотландія      | Друге місце Групи 5 УЄФА          | 15 листопада 1989 | 7-ме                        | 5                  | Груповий етап (1954, 1958, 1974, 1978, 1982, 1986) |
| Іспанія        | Переможці Групи 6 УЄФА            | 11 жовтня 1989    | 8-ме                        | 4                  | Четверте місце (1950)                              |
| Швеція         | Переможці Групи 2 УЄФА            | 11 жовтня 1989    | 8-ме                        | 1 (Востаннє: 1978) | Друге місце (1958)                                 |
| ОАЕ            | Друге місце Фінального раунду АФК | 28 жовтня 1989    | 1-ше                        | 1                  | –                                                  |
| США            | Друге місце Чемпіонату КОНКАКАФ   | 19 листопада 1989 | 4-те                        | 1 (Востаннє: 1950) | Третє місце (1930)                                 |
| Уругвай        | Переможці Групи КОНМЕБОЛ          | 24 вересня 1989   | 9-те                        | 2                  | Переможці (1930, 1950)                             |
| СРСР           | Переможці Групи 3 УЄФА            | 15 листопада 1989 | 7-ме                        | 3                  | Четверте місце (1966)                              |
| ФРН            | Друге місце Групи 4 УЄФА          | 15 листопада 1989 | 12-те                       | 10                 | Переможці (1954, 1974)                             |
| Югославія      | Переможці Групи 5 УЄФА            | 11 жовтня 1989    | 8-ме                        | 1 (Востаннє: 1982) | Четверте місце (1930, 1962)                        |

## Бомбардири
7 голів
- Марк ван дер Лінден
- Хван Сон Хон

6 голів
- Ма Лінь
- Мо Джонстон
- Ахмед Раді
- Махмуд Ясін Ас-Соуфі